# Michele Stefano de Rossi
Michele Stefano de Rossi (Roma, 30 ottobre 1834 – Rocca di Papa, 23 ottobre 1898) è stato un geofisico italiano.
Si distinse nel campo della sismologia, aprendo la strada allo sviluppo delle scale di misurazione dell'intensità dei terremoti. La scala Rossi-Forel, sviluppata insieme allo svizzero François-Alphonse Forel è alla base della scala Mercalli e delle sue varianti e sviluppi.

## I primi passi
Nato da una famiglia di nobili origini (il padre, Camillo Luigi, fu segretario del nunzio apostolico in Portogallo Lorenzo Caleppi), Michele Stefano De Rossi fu costretto dal padre a intraprendere gli studi in Giurisprudenza, con la speranza di destinarlo alla carriera diplomatica, o in alternativa a quella ecclesiastica, approdo sicuro per i giovani del periodo.
Pur laureandosi in questa materia, fu grazie al fratello Giovanni Battista, che nel 1849 scoprì le Catacombe di San Callisto, che ebbe il primo approccio con il mondo della sismologia e della geologia. Alcuni anni dopo l'inaugurazione delle grotte, infatti, progettò uno strumento per la mappatura interna delle catacombe, che venne realizzato dai fratelli Brassart, a quell'epoca stipendiati da Papa Pio IX, e che gli valse un riconoscimento nel corso dell'Esposizione universale di Londra del 1862.
Nel 1870, padre Timoteo Bertelli iniziò gli esperimenti sui moti sismici con un pendolo composto da un filo di rame lungo 3,30 metri, con alla base un peso di piombo da 10 kg. Da questo modello, Bertelli e De Rossi, dopo un lungo scambio epistolare, decisero di lavorare al cosiddetto Strumento standard, o tromometro, che venne installato presso il villino che il De Rossi aveva acquistato a Rocca di Papa, sui Castelli Romani, in una zona particolarmente attiva sul piano sismico a causa della presenza del quiescente Vulcano Laziale.
Questo strumento, rispetto all'originale del Bertelli, presentava alcune differenze sommarie: era composto da un filo di rame ricotto sensibilmente più corto (appena 1,5 metri), al quale era legato un peso da bilancia da 100 grammi. A quest'ultimo, era collegato un ago che, spostandosi su una scala graduata, permetteva (attraverso l'uso di un rudimentale microscopio, la misurazione dei moti sismici.

## La fondazione del "Bullettino"
Fu nel 1874 che De Rossi, convinto di essere giunto a un livello piuttosto avanzato con le sue osservazioni scientifiche, decise di fondare il Bullettino del Vulcanismo Italiano, una rivista che diresse e curò per oltre un ventennio. Tramite il Bullettino, De Rossi realizzò la prima rete nazionale di osservatori geodinamici, che veniva curata da esponenti della borghesia, della nobiltà e del clero. Fino al 1882, la rete rimase totalmente privata, ovvero senza sostegni da parte delle istituzioni del neonato Regno d'Italia.

## Gli ultimi anni
Nel 1883, a seguito del terremoto che colpì l'isola d'Ischia, il governo decise di porre alla guida della Commissione Geodinamica Quintino Sella, che assunse l'incarico di direttore. Nel 1887, un devastante sisma in Liguria fece sì che l'esecutivo trasformasse l'allora Ufficio Centrale per la Meteorologia in Ufficio Centrale per la Meteorologia e la Geodinamica. De Rossi, che a quei tempi aveva raggiunto una certa popolarità tanto in Italia quanto in Europa, fu però tenuto lontano dalla prestigiosa poltrona, e assegnato all'Osservatorio Geodinamico di Rocca di Papa (ora Museo di geofisica di Rocca di Papa), del quale assunse la direzione nel 1891, tenendola ininterrottamente fino al 1898, anno della sua morte.